# Sara Morante
Sara Morante (Torrelavega, Cantabria, 1976) es una ilustradora española. Actualmente reside en Hendaya, Francia.

## Biografía
Estudió Artes Aplicadas en Santander, España, y Dublín, Irlanda, y realizó talleres de litografía en Arteleku en San Sebastián con Don Herbert, además de que sus obras han sido seleccionadas para diversas exposiciones, como Vitoria-Gasteiz Zuloa Espazioa, Inmersiones 09 o el IV Premio Nacional de Litografía Ciudad de Gijón 09.
Sus ilustraciones se pueden encontrar en más de cincuenta portadas de libros como la obra de Carson McCullers en lengua española de Seix Barral publicada en 2017. Ha participado en numerosas muestras colectivas, como la exposición Tipos 18 en Santander, y de forma individual en el Museo de Altamira bajo el título Elle n'était pas jolie, ele était pire en el año 2015 y Corpus, producida por Literaktum, sala Ernest Lluch de San Sebastián y en la Biblioteca Santamaría UPV-EHU a lo largo del año 2018.
En los últimos años se ha convertido en una ilustradora de referencia entre las editoriales independientes, colaborando con Contraseña, Impedimenta, Nórdica, Nevsky y Páginas de Espuma, entre otras. Morante además colabora de manera repetida  en prensa y publicidad, y desarrolla proyectos de identidad corporativa.

## Estilo artístico
En 2015 ha sido autora además de ilustradora con el libro de La vida de las paredes publicado por Lumen. Como dibujante, ha retratado a escritores como Elvira Lindo y Antonio Muñoz Molina y a las actrices Inma Cuesta y Estefanía de los Santos, entre otros. En 2019 la Consejería de Cultura, Educación y Deporte del Gobierno de Cantabria organizó su retrospectiva Sara Morante. 2009-2019 en la Biblioteca Central de Cantabria. comisariada por Carmen Lascurain.
Hasta 2020 dibujaba a mano con lápices, pinturas, acuarela, tintas, gouache para luego escanear, recortar y colocar de forma digital sus ilustraciones. Durante el confinamiento en marzo de 2020, Morante comenzó a hacer collages utilizando bisturís quirúrgicos y fotografiándolos para más tarde digitalizarlos. Además, en Flor fané volvió a utilizar el papel y el lápiz.
Utilizando distintas técnicas piensa que gana libertad a la hora de la creación.

## Obra
Ha ilustrado libros como:
- Señal, de Raúl Vacas (Mundanalruido, 2011).
- Diccionario de literatura para esnobs, de Fabrice Gaignault (Impedimenta, 2011).
- Los zapatos rojos, de H. C. Andersen (Impedimenta, 2011).
- La flor roja, de Vsévolod Garshin (Nevsky Prospects, 2011).
- Xingú de Edith Wharton (Contraseña, 2012).
- Tormento, de Benito Pérez Galdós (Teide, 2012).
- Los Watson, de Jane Austen (Nórdica, 2012).
- Casa de muñecas, de Patricia Esteban Erlés (Páginas de Espuma, 2013).
- Los diarios de Adán y Eva, de Mark Twain (Impedimenta, 2015).
- La novia del lobo, de Aino Kallas (Nórdica, 2016).
- Elizabeth y su jardín alemán, de Elizabeth von Armin (Lumen, 2017).
- Cumbres borrascosas, de Emily Brontë (Alma, 2018).
- Kamisoi zuri zeztakoa, de Alaine Agirre (Erein, 2018).
- Ariel, de Sylvia Plath (Nórdica, 2020).
- Flor fané, de Sara Morante (Astiberri, 2021).
- El alma moderna y otros cuentos, de Katherine Mansfield (Libros del Zorro Rojo, 2022).

## Premios y reconocimientos
- En 2008, Premio Nacional de Arte Joven en la categoría ilustración del Gobierno de Cantabria.
- En 2012, Premio Euskadi de Ilustración por su trabajo en el libro La Flor Roja de Vsévolod Garshín de Nevsky en 2011.